# Карасук (река, впадает в Красноярское водохранилище)
Карасук — река в Красноярском крае России, протекает по территории Идринского и Краснотуранского районов. Бывший приток реки Сыды.
После строительства Красноярской ГЭС впадает в залив Сыда Красноярского водохранилища. Длина до образования водохранилища — 24 км.